# BR-Klasse 28
Die Klasse 28 der British Railways, auch als Metropolitan Vickers Type 2 bekannt, ist eine Baureihe von Diesellokomotiven mit elektrischer Leistungsübertragung für den mittelschweren Reisezug- und Güterzugdienst, die von 1958 bis 1959 bei Metropolitan-Vickers in England gebaut wurde.

## Geschichte und Technik

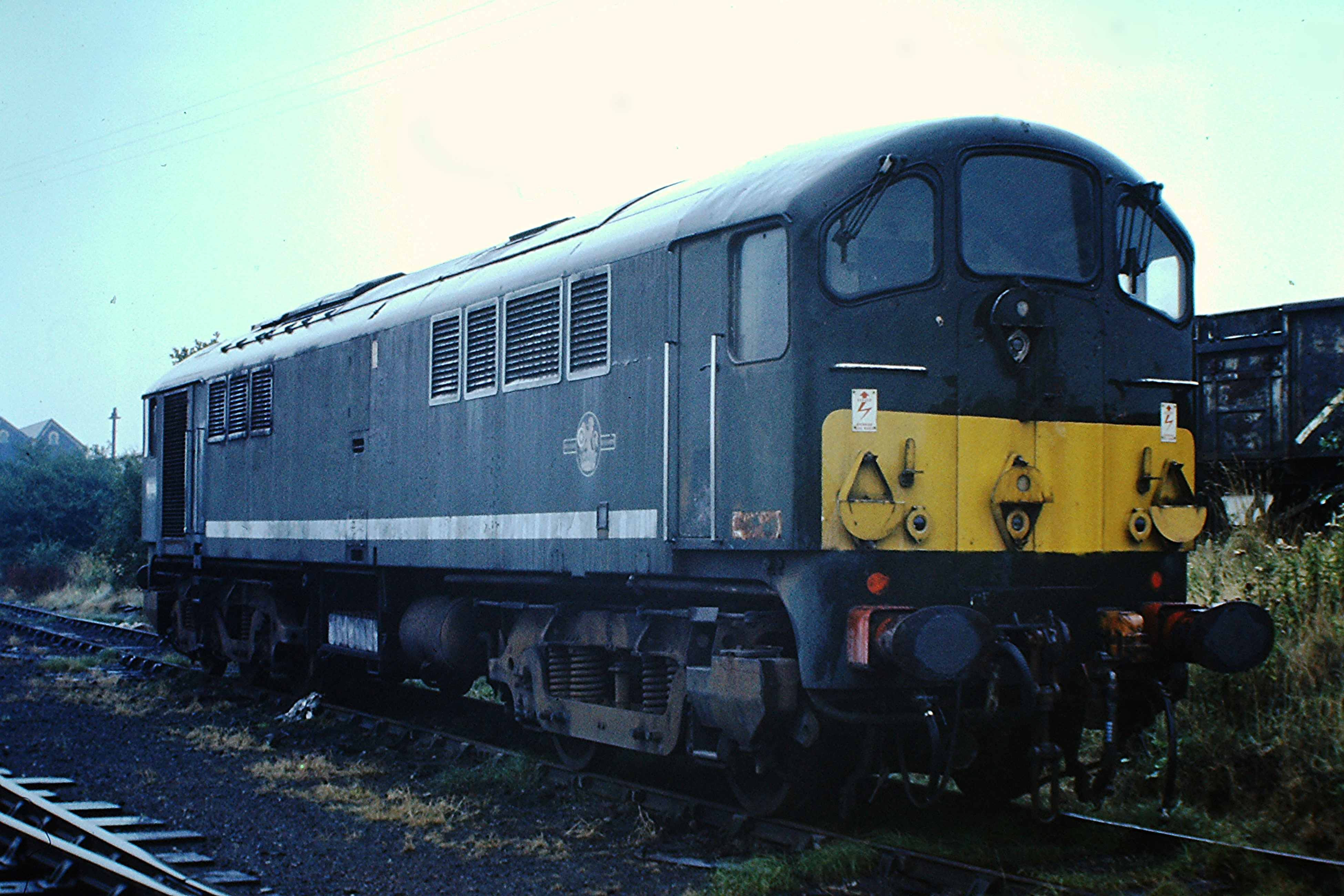
D5705 mit geänderten Frontfenstern

Die Lokomotiven dieser Baureihe waren entsprechend ihrer Leistung als Type-2-Lokomotiven klassifiziert. Ungewöhnlich war die Achsfolge der von Metropolitan-Vickers gelieferten Lokomotiven. Ein Drehgestell besaß drei Achsen, das andere zwei. Der Dieselmotor war ein Crossley-Zweitaktmotor mit einem patentierten Abgasdruck-Ladesystem. Die mit Hochdruck entweichenden Abgase sollten den Druck der einströmenden Frischluft verstärken.
Die 20 Lokomotiven waren im Dunkelgrün der BR mit silbergrauen Drehgestellen lackiert. Sie fuhren fast während ihrer gesamten Einsatzzeit von Barrow-in-Furness aus.
Es war weniger die asymmetrische Achsfolge Co’Bo’, sondern vielmehr die technischen Probleme des Crossley-Zweitakt-Dieselmotors, der für die vorzeitige Ausmusterung der Metropolitan-Vickers-Type-2 sorgte. Zudem neigten die um die Ecken reichenden Frontfenster zum Herausfallen und wurden bereits früh durch plane, gummi-gefasste Gläser ersetzt, wodurch sich die Frontansicht erheblich änderte. Bis 1968 endete der Einsatz der Metropolitan-Vickers-Type-2-Lokomotiven und bis 1969 waren alle bis auf eine der Loks verschrottet. Die D5705 blieb museal erhalten.